# 33-я гвардейская ракетная армия

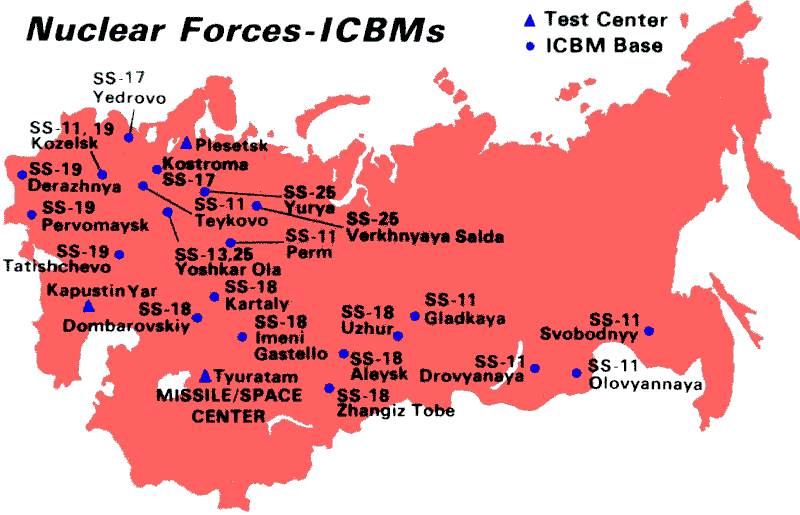
Дислокация РВСН (по данным специалистов в США) в 1980 году.

33-я гвардейская ракетная Бериславско-Хинганская дважды Краснознамённая, ордена Суворова армия — гвардейское оперативное объединение в составе Ракетных войск стратегического назначения, штаб — Омск.
Условное наименование — войсковая часть № 43189.

## История
В феврале 1961 года в Омске на базе 27-го учебного артиллерийского полигона сформирован 7-й отдельный ракетный корпус.
Директивой Генерального штаба Вооружённых Сил от 17 апреля 1961 года 7-му отдельному ракетному корпусу переданы по преемственности почётное звание «гвардейской», почётные наименования и ордена 109-й гвардейской мотострелковой Бериславско-Хинганской дважды Краснознамённой, ордена Суворова дивизии.
Управление и штаб армии сформированы в 1970 году на базе 7-го отдельного гвардейского ракетного Бериславско-Хингинского дважды Краснознамённого, ордена Суворова корпуса в соответствии с директивой Главнокомандующего Ракетными войсками стратегического назначения от 23 апреля 1970 года.

В городе Омске расположены армейский узел связи и ряд частей, которые находятся в моём прямом подчинении. Также я отвечаю за деятельность эскадрильи, базирующейся на аэродроме Северный, передающего центра за Кормиловкой, но основные соединения находятся за пределами Омской области. Омичи могут спать спокойно — наша армия круглосуточно готова отразить нападение любого противника.

— Защищать один город невозможно, тот же полк ПВО обеспечивал защиту не только Омска. Есть объединённая система обороны страны, которая может уничтожать самолёты и ракеты противника ещё на подходах к рубежам нашей Родины. Боевых частей в Омске нет, решение о том, как наносить ответный удар, будет приниматься не здесь, в штабе армии, а главой государства. Наша ракетная армия расположена в Омской, Новосибирской областях, Алтайском и Красноярском краях, в её составе есть полнокровные боевые дивизии, которые выполняют все необходимые задачи по обеспечению обороноспособности страны и готовы к немедленному боевому применению.— Александр Конарев, командующий ракетной армией.

## Командование армии

### Командующие армией
- 27 июня 1970 — 12 июня 1977 — гвардии генерал-лейтенант Холопов, Александр Иванович
- 12 июня 1977 — 21 апреля 1980 — гвардии генерал-майор (с 1978 года генерал-лейтенант) Егоров, Виктор Михайлович
- 21 апреля 1980 — 12 июня 1984 — гвардии генерал-лейтенант Кочемасов Станислав Григорьевич
- 12 июня 1984 — 6 января 1989 — гвардии генерал-лейтенант Плотников, Юрий Иванович
- 6 января 1989 — 20 мая 1993 — гвардии генерал-майор (с 1990 года генерал-лейтенант) Мороз, Виталий Васильевич
- 20 мая 1993 — 14 августа 1995 — гвардии генерал-майор (с 1993 года генерал-лейтенант) Касьянов, Алексей Александрович
- 14 августа 1995 — 14 мая 2002 — гвардии генерал-майор (с 1996 года генерал-лейтенант) — Конарев, Александр Лаврентьевич
- 14 мая 2002 — 16 июня 2006 — гвардии генерал-лейтенант Швайченко, Андрей Анатольевич
- 16 июня 2006—2010 — гвардии генерал-лейтенант Привалов, Геннадий Николаевич
- 2010— март 2017 — гвардии генерал-майор (с 2013 года генерал-лейтенант) Пономаренко, Александр Григорьевич.
- 9 марта 2017 — июль 2020 года — гвардии генерал-майор (с 2019 года генерал-лейтенант) Афонин, Игорь Сергеевич
- июль 2020 — март 2021 года — гвардии генерал-майор Глазунов, Олег Леонидович
- с марта 2021 года — гвардии генерал-лейтенант Квашин, Владимир Викторович

### Заместители командующего армией
- началник тыла. декабрь 1987 — февраль 1991 гвардии генерал-майор Бричев, Валерий Махмудович (1943-2023)[2]
- 1988 - 1995 — заместитель командующего по боевой подготовке Мартыненко, Анатолий Фёдорович[3].
- сентябрь 2016 — наст. время гвардии генерал-майор Стенькин, Александр Викторович

## Состав
По состоянию на конец февраля 2015 года в состав 33-й гвардейской ракетной армии входят управление и четыре дивизии:
- 29-я гвардейская ракетная Витебская ордена Ленина, Краснознамённая дивизия (Иркутск)
- 35-я ракетная Краснознамённая, орденов Кутузова и Александра Невского дивизия (Сибирский)
- 39-я гвардейская ракетная Глуховская ордена Ленина, Краснознамённая, орденов Суворова, Кутузова и Богдана Хмельницкого дивизия (Гвардейский (Новосибирск-95))
- 62-я ракетная Ужурская Краснознамённая дивизия имени 60-летия СССР (Солнечный (Ужур-4))

Расформированы:
- 23-я гвардейская ракетная Орловско-Берлинская ордена Ленина, Краснознамённая дивизия (Канск-15) — расформирована в 2007 году.
- 38-я ракетная дивизия (Державинск) — расформирована в 1996 году.
- 41-я гвардейская Львовско-Берлинская орденов Кутузова и Богдана Хмельницкого II степени ракетная дивизия в г. Алейск — расформирована в 2001 году[4]
- 57-я ракетная дивизия в г. Жангизтобе — расформирована в 1995 году[5]

## Вооружение
На вооружении ракетной армии в ракетных дивизиях стоят ракетные комплексы Р-36М2 (в Ужуре), РТ-2ПМ «Тополь», РС-24 (в Новосибирске, Иркутске), РС-26 (в Иркутске).